# Antonio Rocco
Antonio Rocco (Scurcola Marsicana, 1586-Venecia, 1653) fue un filósofo y escritor italiano, perteneciente a la orden franciscana y profesor de Filosofía moral. Estudió con Cesare Cremonini, editó obras de Duns Scoto y comentarios sobre las de Aristóteles, y fue famoso por una polémica que sostuvo con Galileo Galilei sobre los fundamentos aristotélicos de la ciencia. Ya en el siglo XIX (en 1888), se descubrió que Rocco fue el autor de una apología de la pederastia que escribió en 1630 y publicó en Venecia de forma anónima a mediados del XVII. Esta obra se titula El muchacho Alcibíades en la escuela (L'Alcibiade fanciullo a scola). El libro fue considerado escandaloso y se retiraron los ejemplares a la venta y se destruyeron, aunque perduró alguno de ellos que ha permitido hacer nuevas ediciones a partir de finales del siglo XX.

## Obras
- In universam philosophiam naturalem Aristotelis paraphrasis textualis exactissima; necnon quaestiones omnes desiderabiles ad mentem Joannis Duns Scoti subtilis, Varisco, Venecia, 1623.
- In Aristotelis Logicam paraphrasis textualis, & quaestiones ad mentem Scoti. Una cum introductione in principio, & tractatu de secundis intentionibus, Varisco, Venecia, 1627.
- Esercitationi filosofiche di d. Antonio Rocco filosofo peripatetico. Le quali versano in considerare le positioni, & obiettioni, che si contengono nel Dialogo del signor Galileo Galilei Linceo contro la dottrina d'Aristotile, Francesco Baba, Venecia, 1633.
- Animae rationalis immortalitas simul cum ipsius vera propagatione ex semine, via quadam sublimi peripatetica, non hactenus post Aristotelem signata vestigijs, exercitationis philosophicae illibataeque veritatis gratia indagatur ab Antonio Rocco. Philosophicorum operum tomus sextus, Philip Hertz, Frankfurt, 1644.
- L'Alcibiade fanciullo a scola, 1651. Edición moderna: Antonio Rocco: L'Alcibiade fanciullo a scola, Salerno-Roma 1988 y 2003 (edición crítica de Laura Coci).
- De Scurcula Marsorum... In logicam, atque universam naturalem philosophiam Aristoteles paraphrasis textualis exactissima; nec non quaestiones desiderabilis ad mentem Joannis Duns Scoti doctoris subtilis. Quod quidem opus est lectura eiusdem Antonij habita in florentissima Academia Peripateticorum Innouatorum Venetijs, Francesco Baba, Venecia, 1654
- Facultas rationalis sive logica universa in duas partes distributa, et ad usum studiosae iuventutis ordinata, Venetiis, apud Franciscum Salerni, & Ioannem Cagnolini, 1668.